# Комптон, Уильям, 6-й маркиз Нортгемптон
Уильям Бингем Комптон, 6-й маркиз Нортгемптон (англ. William Bingham Compton, 6th Marquess of Northampton; 6 августа 1885 — 30 января 1978) — британский пэр и военный, известный как граф Комптон с 1897 по 1913 год.

## Ранняя жизнь
Родился 6 августа 1885 года. Старший сын Уильяма Джорджа Спенсера Скотта Комптона, 5-го маркиза Нортгемптона (1851—1913), и его жены Достопочтенной Мэри Флоренс (урожденной Бэринг) (1860—1902), дочери Уильяма Бингэма Бэринга, 2-го барона Ашбертона. Он получил образование в Итонском колледже и колледже Баллиол в Оксфорде, где в 1906 году получил степень бакалавра.

## Военная и государственная служба
Первоначально Уильям Комптон был лейтенантом в Нортгемптонширском йоменри , он был зачислен в полк Королевской конной гвардии, адъютантом которого он стал в 1913 году и получил звание майора. Он участвовал в Первой мировой войне, во время которой дважды упоминался в донесениях и был ранен. Он был назначен кавалером ордена Леопольда (Бельгия), а в 1919 году был награжден орденом «За выдающиеся заслуги». Он также был кавалером Ордена Святого Иоанна Иерусалимского.
Он был переведен капитаном в Уорикширский йоменри в 1921 году и дослужился до звания подполковника, уйдя в отставку в 1932 году. Он также был почетным полковником 11-го батальона Лондонского полка с 1923 по 1934 год .
Он работал в органах местного самоуправления в Совете графства Нортгемптоншир, в который он был избран в 1922 году, стал председателем в 1949 году и ушел в отставку в 1955 году. Он также стал заместителем лейтенанта графства Росс в 1936 году и заместителем лейтенанта графства Нортгемптоншир в 1937 году, а также мировым судьей последнего графства.
Уильям Бингэм Комптон является автором книги « History of the Comptons of Compton Wynyates», которая была опубликована в 1930 году лондонской компанией J. Lane and Bodley Head Ltd ограниченным тиражом всего в 200 экземпляров.

## Личная жизнь
Будучи графом Комптоном, он обручился в 1912 году с разведённой актрисой мисс Дейзи Маркем (псевдоним миссис Энни Мосс), которая во время отношений прекратила свою актерскую деятельность и родила ему детей-близнецов. В результате давления семьи он разорвал помолвку после того, как стал пэром, что привело к судебному иску Маркхэма о нарушении обещания. Она приняла от него компенсацию в размере 50 000 фунтов стерлингов (на сумму менее 2 153 000 фунтов стерлингов в 2005 году), что стало рекордом в истории британского права по делу о нарушении обещания в 1913 году.
15 октября 1921 года маркиз Нортгемптон женился первым браком на леди Эмме Марджори Тинн (род. 5 июля 1893), дочери Томаса Тинна, 5-го маркиза Бата (1862—1946), и Вайолет Кэролайн Мордаунт (1869—1928). У них не было детей, и они развелись в 1941 году.
18 июня 1942 года он женился вторым браком на Вирджинии Люси Хитон (14 сентября 1919—1997), дочери капитана Дэвида Римингтона Хитона (1893—1960) и Лузы Мэри Фримен (? — 1924). У них было два сына и две дочери, но в 1958 году они развелись.
- Леди Юдит Комптон (род. 26 сентября 1943), муж с 1970 года сэр Адриан Кристофер Свайр (1932—2018), от брака с которой у него было трое детей
- Леди Элизабет Комптон (род. 7 декабря 1944), муж с 1968 года Иэн Хэмиш Лесли-Мелвилл (род. 1944), от которого у неё было двое сыновей
- Спенсер Дуглас Дэвид Комптон, 7-й маркиз Нортгемптон (род. 2 апреля 1946), старший сын и преемник отца
- Лорд Уильям Джеймс Бингем Комптон (26 ноября 1947 — 17 июля 2007), муж с 1973 года Марлен Фрэнсис Хоси (? — 1994), от брака с которой у него было двое детей. В 1996 году он женился вторым браком на Сара Марион Футтит (1946—2012).

2 декабря 1958 года маркиз Нортгемптон женился в третий раз на леди Элспет Грейс Уикатер (? — 14 мая 1976), дочери Уильяма Ингема Уитакера (? — 1936) и Достопочтенной Хильды Гильермины Дандас (1877—1971).
Лорд Нортгемптон умер в январе 1978 года в возрасте 92 лет, и его титулы унаследовал его старший сын от второго брака, Спенсер Комптон, 7-й маркиз Нортгемптон.